# Уфализ
Уфализ (на френски: Houffalize) е град в Южна Белгия, окръг Бастон на провинция Люксембург. Населението му е около 4700 души (2006).